# Hemeroteca

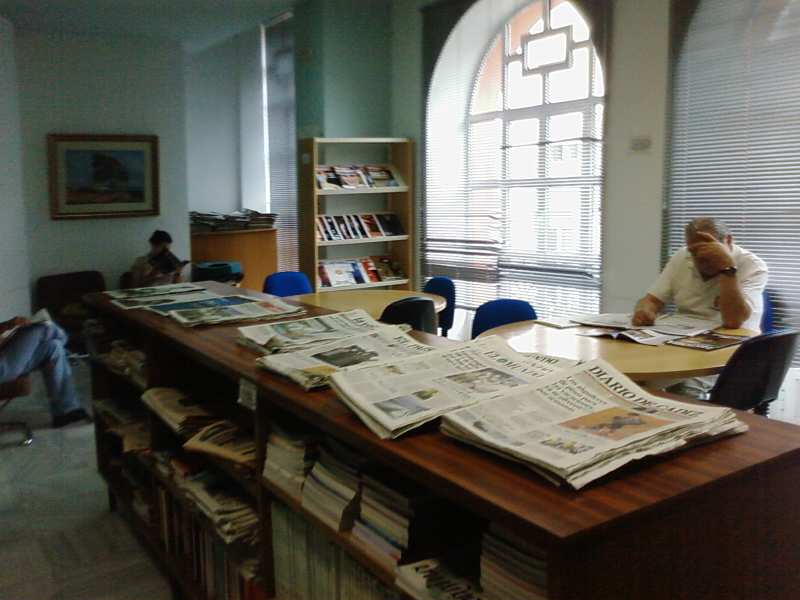
Hemeroteca

La hemeroteca es un edificio, sala, o página web donde se almacenan, ordenan, conservan y clasifican diarios, revistas y otras publicaciones periódicas de prensa escrita; archivados para su consulta. También se refiere a la colección o conjunto de diarios, revistas y otras publicaciones periodísticas en un documento específico.
Por lo general corresponde a una sección de una biblioteca, pero también son las colecciones o fondos de los propios medios que los editan.

## Etimología
El término hemeroteca viene del francés hémérothèque, que a su vez proviene del griego hemera (Ἡμέρα), día, y theke (θήκη), caja o depósito, que se refiere al conjunto de datos y revistas guardados.

## Hemerotecas
| Hemeroteca Municipal de Madrid                             | Cuartel del Conde Duque Madrid                                                            | 40°25′39″N 3°42′40.13″O / 40.42750, -3.7111472 | 1916 | Municipal general               | Desde el siglo XV    |  |
| Hemeroteca del Archivo Histórico de la Ciudad de Barcelona | Casa del Archidiácono Barcelona                                                           |                                                | 1928 | Municipal general               | Desde el siglo XVIII |  |
| Hemeroteca "Ezequiel Martínez Estrada"                     | Biblioteca Nacional de la República Argentina Buenos Aires                                |                                                | 1932 | Nacional general                | Desde el siglo XIX   |  |
| Hemeroteca Municipal de Sevilla                            | Alcázar, Sevilla                                                                          | 37°23′33″N 5°59′19″O / 37.39250, -5.98861      | 1934 | Municipal general               | Desde el siglo XVII  |  |
| Hemeroteca Nacional de México                              | Centro Cultural Universitario, Ciudad Universitaria, Delegación Coyoacán Ciudad de México |                                                | 1944 | Nacional general                | Desde el siglo XVIII |  |
| Hemeroteca Nacional Universitaria "Carlos Lleras Restrepo" | Avenida El Dorado Santafé de Bogotá                                                       |                                                | 1994 | Nacional general                |                      |  |
| Hemeroteca da Biblioteca Mário de Andrade                  | Rua Dr. Bráulio Gomes, 125 São Paulo/SP - Brasil                                          |                                                | 2012 | Municipal, acervo internacional | Desde el siglo XIX   |  |
|                                                            |                                                                                           |                                                |      |                                 |                      |  |
|                                                            |                                                                                           |                                                |      |                                 |                      |  |
|                                                            |                                                                                           |                                                |      |                                 |                      |  |